# Katja Herbers
Katja Herbers, född 19 oktober 1980 i Amsterdam, är en nederländsk skådespelare.
Herbers har bland annat medverkat i tv-serierna Manhattan, Westworld och Evil där hon spelar en av huvudrollerna.

## Filmografi (i urval)
- 2014–2015 – Manhattan (TV-serie)
- 2018–2020 – Westworld (TV-serie)
- 2019–2024 – Evil (TV-serie)